# Парламентарни избори у Италији 2006.
Парламентарни избори у Италији 2006. су одржани 9. и 10. априла 2006. године и означиле су побједу центро-левичарске коалиције под вођством Романа Продија, који је међутим освојио врло ризичну већину нарочито у Сенату где је левица имала само два сенатора више у односу на десницу.

## Резултати

#### Избори за Дом посланика
| Коалиција / Кандидати за премијера | Гласови        | %       | Посланички мандати | Странке и коалиције                                          | Гласови      | %     | Посланички мандати |
| ---------------------------------- | -------------- | ------- | ------------------ | ------------------------------------------------------------ | ------------ | ----- | ------------------ |
| Унија Романо Проди                 | 19.036.986     | 49,80   | 348                | Маслина - Демократе левице - Бела Рада                       | 11.928.362   | 31,20 | 220                |
| Унија Романо Проди                 | 19.036.986     | 49,80   | 348                | Партија комунистичке обнове                                  | 2.229.604    | 5,83  | 41                 |
| Унија Романо Проди                 | 19.036.986     | 49,80   | 348                | Ружа у шаци - Италијански радикали - Италијански социјалисти | 991.049      | 2,59  | 18                 |
| Унија Романо Проди                 | 19.036.986     | 49,80   | 348                | Италијански комунисти                                        | 884.912      | 2,31  | 16                 |
| Унија Романо Проди                 | 19.036.986     | 49,80   | 348                | Италија вредности                                            | 877.159      | 2,29  | 16                 |
| Унија Романо Проди                 | 19.036.986     | 49,80   | 348                | Италија вредности                                            | дијаспора: 1 |       |                    |
| Унија Романо Проди                 | 19.036.986     | 49,80   | 348                | Зелени Италије                                               | 783.944      | 2,05  | 15                 |
| Унија Романо Проди                 | 19.036.986     | 49,80   | 348                | УДЕур - Народњаци                                            | 534.553      | 1,40  | 10                 |
| Унија Романо Проди                 | 19.036.986     | 49,80   | 348                | Странка пензионера                                           | 335.118      | 0,88  | 0                  |
| Унија Романо Проди                 | 19.036.986     | 49,80   | 348                | Народна партија Јужног Тирола                                | 182.703      | 0,48  | 4                  |
| Унија Романо Проди                 | 19.036.986     | 49,80   | 348                | Социјалисти Италије                                          | 115.105      | 0,30  | 0                  |
| Унија Романо Проди                 | 19.036.986     | 49,80   | 348                | Листа привредника                                            | 73.720       | 0,19  | 0                  |
| Унија Романо Проди                 | 19.036.986     | 49,80   | 348                | За Ломбардију                                                | 44.580       | 0,12  | 0                  |
| Унија Романо Проди                 | 19.036.986     | 49,80   | 348                | Аутономија слобода демократија                               | 34.167       | 0,09  | 1                  |
| Унија Романо Проди                 | 19.036.986     | 49,80   | 348                | Лига Венетски фронт                                          | 22.010       | 0,06  | 0                  |
| Унија Романо Проди                 | 19.036.986     | 49,80   | 348                | Унија                                                        |              |       | дијаспора: 6       |
| Кућа слобода Силвио Берлускони     | 18.995.697     | 49,69   | 281                | Напред Италијо                                               | 9.045.384    | 23,66 | 137                |
| Кућа слобода Силвио Берлускони     | 18.995.697     | 49,69   | 281                | Напред Италијо                                               | дијаспора: 3 |       |                    |
| Кућа слобода Силвио Берлускони     | 18.995.697     | 49,69   | 281                | Национална алијанса                                          | 4.706.654    | 12,31 | 71                 |
| Кућа слобода Силвио Берлускони     | 18.995.697     | 49,69   | 281                | Унија демохришћана и центра                                  | 2.582.233    | 6,75  | 39                 |
| Кућа слобода Силвио Берлускони     | 18.995.697     | 49,69   | 281                | Листа <<ЛН-МпА>> - Северна лига - Покрет за аутономију Југа  | 1.749.632    | 4,58  | 26                 |
| Кућа слобода Силвио Берлускони     | 18.995.697     | 49,69   | 281                | ДЦ - НПСИ                                                    | 285.744      | 0,75  | 4                  |
| Кућа слобода Силвио Берлускони     | 18.995.697     | 49,69   | 281                | Социјална алтернатива                                        | 256.997      | 0,67  | 0                  |
| Кућа слобода Силвио Берлускони     | 18.995.697     | 49,69   | 281                | Социјални покрет Пламен тробојке                             | 231.743      | 0,61  | 0                  |
| Кућа слобода Силвио Берлускони     | 18.995.697     | 49,69   | 281                | НЕ ЕВРУ!                                                     | 58.757       | 0,15  | 0                  |
| Кућа слобода Силвио Берлускони     | 18.995.697     | 49,69   | 281                | Унија пензионера                                             | 28.317       | 0,07  | 0                  |
| Кућа слобода Силвио Берлускони     | 18.995.697     | 49,69   | 281                | Слободна природа                                             | 17.574       | 0,05  | 0                  |
| Кућа слобода Силвио Берлускони     | 18.995.697     | 49,69   | 281                | АНФИ                                                         | 13.372       | 0,03  | 0                  |
| Кућа слобода Силвио Берлускони     | 18.995.697     | 49,69   | 281                | Либерална странка                                            | 12.334       | 0,03  | 0                  |
| Кућа слобода Силвио Берлускони     | 18.995.697     | 49,69   | 281                |                                                              | 6.956        | 0,02  | 0                  |
| Кућа слобода Силвио Берлускони     | 18.995.697     | 49,69   | 281                | Италијани заједно                                            |              |       | дијаспора: 1       |
| Остале странке                     |                |         | 1                  | Италијани Јужне Америке                                      |              |       | дијаспора: 1       |
| Остале странке                     | НЕП            | 92.079  | 1                  | 0,24                                                         | 0            |       |                    |
| Остале странке                     | Остале странке | 105.302 | 1                  | 0,28                                                         | 0            |       |                    |
| Укупно                             |                |         | 630                |                                                              |              |       | 630                |

#### Избори за Сенат
| Коалиција | Коалиција                        | Гласови    | %      | Сенаторска места |
| --------- | -------------------------------- | ---------- | ------ | ---------------- |
|           | Кућа слобода                     | 17.153.256 | 49,87% | 156 (153+3)      |
|           | Унија                            | 16.725.077 | 49,18% | 158 (148+10)     |
|           | Савез Италијана у Јужној Америци | 283.271    | 0,83%  | 1                |
| Укупно    | Укупно                           |            |        | 315              |